# Remigia nigrisigna
Remigia nigrisigna là một loài bướm đêm trong họ Erebidae.